# John Richard Coke Smyth
John Richard Coke Smyth (1808-1882) est un voyageur et dessinateur britannique.

## Biographie
John Richard Coke Smyth est né en 1808 à Derby en Angleterre, fils unique de Richard Smyth et d'Elizabeth Coke.
En 1835-1836, Coke Smyth visite Constantinople et ses croquis réalisés sur place sont plus tard publiés par John Frederick Lewis. En avril 1838, il accompagne le comte de Durham au Canada en tant que professeur de dessin auprès de Mary Louisa Lambton (en) et Katherine Jane Ellice. 
Il expose ensuite à la Royal Academy puis à la British Institution et à la Society of British Artists.
Il meurt en 1882.

## Galerie

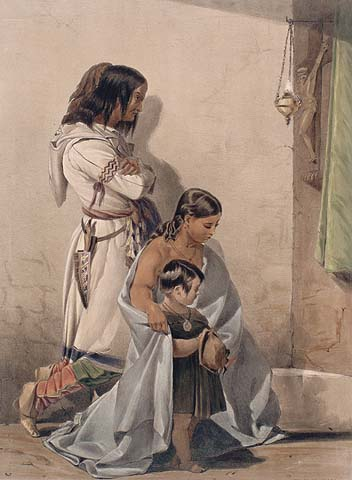
Hurons de la Jeune Lorette.
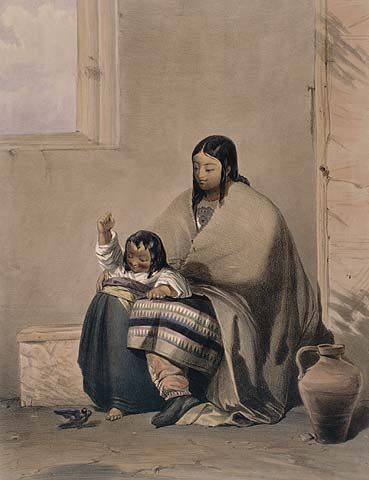
Zity, un membre de la tribu des Hurons.
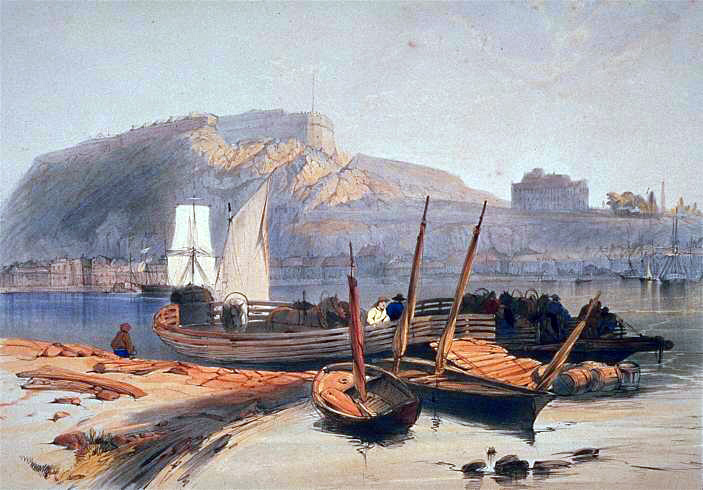
Citadelle de Québec.
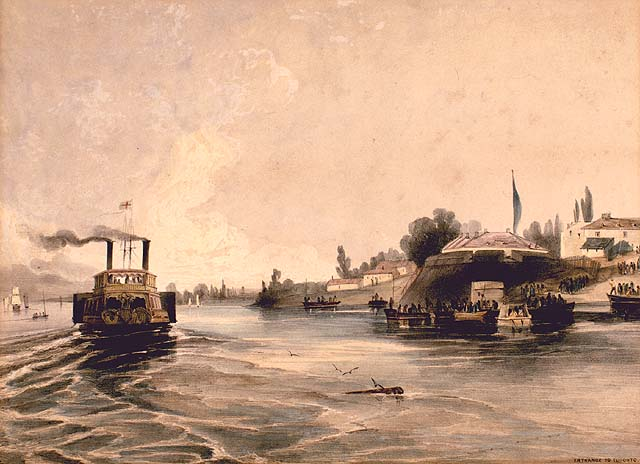
Entrée à Toronto.
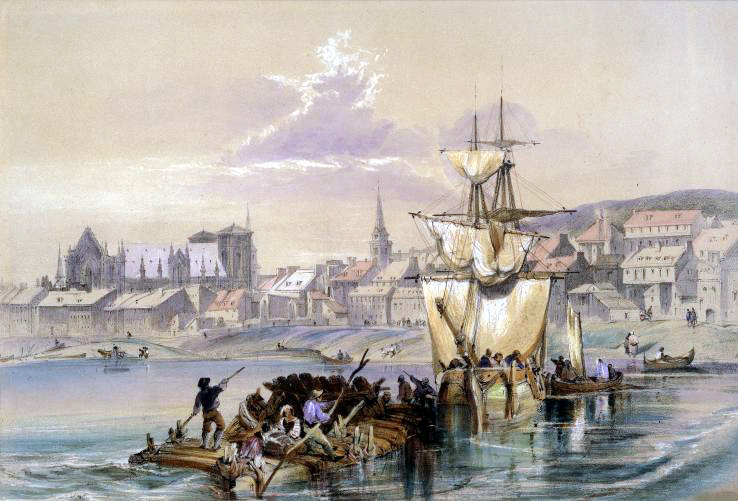
Montréal.